# 智趣大本營

智趣大本營

智趣大本營（Funny Camp，2006年7月17日－2007年4月27日）是一個由香港有線電視製作的具互動性及益智兒童節目。

## 節目內容
有線電視兒童台之「智趣大本營」，逢星期一至五下午6時至7時播出，並於翌日上午9時重播。主持人為區焯文（Amen）、劉蜀永（Bean）和林鴻怡（Brenda）。『智趣大本營』是一個標榜益智性與趣味性邁進新里程的全新兒童節目，2006年7月17日起，取代IQ雙拼，在有線電視兒童台推出。這個傾盡兒童台資源制作的『智趣大本營』，內容包括了大量既益智又刺激的遊戲環節，節目中會送出各式豐富的優質商品作為獎品。小朋友可以於假期前往拍攝場地，和主持人一起玩直播遊戲。

## 環節
以下列表列出智趣大本營自2006年7月至2007年4月期間的所有環節。2007年4月6日，曾進行部分於IQ雙拼播放的環節。

### 第一節環節

#### 超級層層砌
2006年7月17日至2006年8月31日在星期一至五播放，此遊戲以搶答形式進行，觀眾可以前往拍攝現場玩遊戲，玩家共有2隊，每隊2人，每隊其中一人回答問題，而另一位則玩「層層砌」（層層疊），底分為100分。2隊必須於主持人發問完問題後，最先按到前面的球形物體才可回答。答中的話除了可以加分外，更可要求對方玩層層切；對方如果答錯的話要派隊員玩層層切；相反如果自己答錯亦要派自己隊員玩層層切。凡弄塌「層層砌」或者未能在限時內抽出一條木條放在頂部的一隊便需要扣分。限時完結後得分最高一隊獲勝。

##### 舊賽制
舊賽制於2006年7月17日至2006年7月28日使用。和新賽制的玩法相若。
- 限時5分鐘。
- 底分為100分。
- 如果答中的話可以加10分，和可要求對方玩層層砌。
- 凡弄塌「層層砌」或者未能在限時內抽出一條木條放在頂部的一隊，對方便可以加50分。
- 限時完結後得分最高一隊獲勝。

##### 新賽制
新賽制於2006年7月31日開始使用。並開始使用台主制。
- 限時5分鐘。
- 底分為100分。
- 如果答中的話可以加10分，和可要求對方玩層層砌。
- 凡弄塌「層層砌」或者未能在限時內抽出一條木條放在頂部的一隊，便需要扣30分。
- 限時完結後得分最高一隊獲勝。
- 每高50分即可進行大抽獎。
- 總結在一星期內，得分最高一隊除了獲勝並成為該週台主之外，還會獲得豐富獎品。

#### 理財大贏家
2006年9月開始至2007年4月27日播放，與大富翁類似。這環節在星期一、三、五播放，遊戲限時8分鐘，每集2位小朋友透過電話對壘，各人有三千元為本金，以轉輪盤方式輪流決定所行格數，當行到自己所屬地區，可決定是否買建築物。若踏進對方地區，便要選擇支付過路費或答問題。限時完結後最後結算總資產值，最多者為勝，可在禮物庫內隨意挑選一份禮物。每月得到最高資產的小朋友則可榮登"每月小富豪"寶座，並可獲得獎狀及大獎一份。

#### 超級困獸鬥
2006年9月開始至2007年4月27日播放，在星期二及四播放，遊戲與鬥獸棋相似（但並無獸穴、陷阱和小河），棋盤上有20格，它們都放滿棋子，包括紅、藍各8隻動物棋、2隻復活棋及2隻禮物棋。每集2位小朋友對壘，輪流選擇揭開翻轉了的動物棋，或把已翻開的棋子移動一格。當雙方棋子相遇，較大的動物便可行一格吃下對方的棋子。如揭到禮物棋，可得到禮物一份。如揭到復活棋，便可在已被對方吃掉的棋中，選擇將一隻棋換替在復活棋的位置上。限時5分鐘，最後翻開棋數量較多的一方勝出。

### 第二節環節

#### 時事常識大串燒
於2006年7月至9月在星期二、四播放，此環節有以搶答方式及時事與常識串燒式賽制進行，如發問完一條時事問題，就會再發問一條相關的常識問題，參加者如果答對相關問題，就可以玩「過三關」，將圓圈（或者交叉）於入九宮格內其中一格，能夠以橫、直、斜連成一線即可得到禮物。

#### 魔幻廚房
《魔幻廚房》（Magic kitchen）於2006年7月至9月在星期一、三、五播放，由王者匡（Harry哥哥）主持。教導觀眾弄出各種美食之餘還會利用材料玩魔術。環節尾聲時的《魔法四十式》，更會向觀眾傳授一套魔術的秘技。

#### 日文通一通
《日文通一通》於2006年7月至9月在星期二及四播放，由Amen和Bean主持，2006年8月新增有線娛樂新聞台主播黃子俊和藝人樋口明日嘉兩位新主持。Amen和Bean分別飾演「大卷次子」和「智川富浪」（『富浪』取自『褲襠』的諧音），向觀眾介紹日文和日語的有趣知識，而黃子俊和樋口明日嘉會向觀眾介紹日本的當地文化。
此環節曾經在2006年7月有問答時間，當時觀眾可以致電回答，但2006年8月後，因為環節播放時間增多而取消問答時間。

#### 天賜爺爺字字通
2006年至2007年1月在星期一、三、五播放，劉天賜會演繹「天賜爺爺」，與午餐肉（蘇偉倫）和文立星（Aginderpal Singh）作對手戲，透過說故事形式，講解一些中文俗語。另外，劉天賜亦會向他們發問常見錯別字的問題，再帶出詳盡的答案。

#### 開心手語
2006年至2007年1月在星期二及四播放，香港聾人褔利促進會的專業手語傳譯主任Rebecca姐姐將教授既實用易學的手語，還會考考家庭觀眾某些有趣手語的意思。兩位主持Amen和Bean更會用風趣惹笑的方式，提供競猜手語的提示。

#### 童樂鬥一番
2007年1月8日起至2007年4月27日逢星期一至五播放，遊戲與IQ雙拼的「為食棋」相似。不同的是，棋子不再是白色「I」棋及黑色「Q」棋，而採用兒童台「童童」及「樂樂」的頭像；格網線方面，是採用天干及中國數字，方便參加者說出其座標。進行遊戲時，參加者必須左右、上下或斜向「夾」着對方棋子，就可以將對方棋子轉為自己的棋子。參加者能夠以6個自己的棋子橫、直、斜連成一線的話，就可以獲得一份禮物。限時已過的時候，棋盤上擁有最多自己的棋子者勝。

### 第三節環節

#### 智趣大探索
2006年7月17日起至2007年4月27日在星期一至五播放，全面介紹每週的特定主題的資訊，此環節後有問答時間，觀眾可以致電回答。

#### 睇你有幾醒
2006年起至2007年4月27日在星期一至五播放，此環節有問答時間，參加者先觀看短片，然後依短片內容回答，每答對一題的話可獲得一個「醒」，獲得最多「醒」者勝。

### 第四節環節

#### 進攻禮物城
2006年7月17日起至2007年4月27日在星期一至五播放，這遊戲分兩部分，分別為「拿禮物」和「爭奪禮物」。遊戲前參加者先輪流選擇禮物號碼，每人選擇5個號碼。
「拿禮物」方面，遊戲時不同數目的問題卡均有1-3名士兵，參加者先選擇一張問題卡（例如15），再回答該號碼的問題，答對一題可俘虜該號碼的一名士兵，答對該號碼的所有問題即可得到禮物，但答錯問題則不能得到禮物。
不過，即使對方得到禮物，參加者亦可「爭奪禮物」，回答對方擁有的問題卡所有問題，答對所有問題的話即可奪回禮物。
2006年8月17日，首次邀請小朋友前往拍攝場地玩《進攻禮物城》遊戲。

## 特別環節

### 智趣腦震盪
此遊戲在2006年8月3日首度推出，與IQ雙拼的IQ腦震盪非常相似。當時因為香港正受颱風派比安吹襲，香港天文台發出三號強風信號，小朋友不能前往拍攝場地參加《超級層層切》遊戲。因此該日取消《超級層層切》遊戲，而改為《智趣腦震盪》，觀眾可以致電玩此遊戲。
此遊戲有2位參與玩此遊戲，主持人向分別向2位玩家，讀出15個關於該主題的事物（例如：如果主題是水果，主持人會讀出關於水果的食物如蘋果、橙、士多啤梨（草莓）、香蕉、梨子、西瓜、蜜瓜、哈密瓜等等），玩家必需在主持人讀出完所有事物後覆述主持人有讀出的事物（無需依次序讀出）。覆述最多的玩家即可獲勝。
此遊戲在2006年8月3日及2007年4月6日進行。

## 「電視節目欣賞指數調查」
2006年11月14日，香港電台公佈新一季「電視節目欣賞指數調查第三階段」結果，智趣大本營在第三階段「2006電視節目欣賞指數調查」榮獲欣賞指數排名第二名。第三階段的「2006電視節目欣賞指數調查」結果顯示，被評分的99個電視節目所獲得的總平均欣賞指數為69.35分，平均認知率為26.8%。當中，智趣大本營在欣賞指數排名第二，僅次於無綫電視的新聞透視，排名第三的是香港電台的鏗鏘集。

## 環節播放時間
以下列表列出智趣大本營自2006年7月至2007年4月期間，所有環節的播放時間。
晚上6:00至6:15（第一節）：超級層層砌＄／理財大贏家＠／超級困獸鬥@

晚上6:15至6:30（第二節）：時事常識大串燒＃／魔幻廚房＊／日文通一通＃／天賜爺爺字字通＊／開心手語＃／童樂鬥一番＃

晚上6:30至6:45（第三節）-智趣大探索（星期一至五）＃／睇你有幾醒（星期一、三、五）＃

晚上6:45至6:55（第四節）-進攻禮物城　＠

＄只限已前往拍攝現場的玩家

＊並無遊戲及問答時間

＃有遊戲及問答時間，觀眾可以致電參與

＠觀眾可以致電參與，但會在特定日子邀請已前往拍攝現場的玩家玩遊戲

## 參加遊戲節目方法
以下列出的資料已於2007年4月28日起不再通用。
一、電話：1831123

二、傳真：21120109

三、地址：荃灣海盛路九號有線電視大樓四樓 兒童台收

四、電郵：Funnycamp@i-cable.com

```
除電話參加外，需註明參加節目遊戲的名稱連同姓名、年齡、
、地址等。
```

有線電視不確保所有參加者能參與。

## 主持人
以下列表列出智趣大本營自2006年7月至2007年4月期間的所有主持人。
- 區焯文（Amen）
- 劉蜀永（Bean）
- 林鴻怡（Brenda）

### 環節主持人
- 王者匡（Harry哥哥，環節「魔幻廚房」主持）
- 黃子俊（有線娛樂新聞台主播，環節「日文通一通」主持）
- 樋口明日嘉（藝人，環節「日文通一通」主持）
- 劉天賜（環節「天賜爺爺字字通」主持）
- 蘇偉倫（Tony So，化名午餐肉，環節「天賜爺爺字字通」主持）
- 文立星（Aginderpal Singh，環節「天賜爺爺字字通」主持）

## 資料來源
1. ↑  http://www.rthk.org.hk/press/chi/subframe.htm?20061114&66&121206 （页面存档备份，存于） 第三季二十大節目品種多
觀眾欣賞優質節目口味多元化，香港電台網上新聞稿，2006年11月14日

## 外部連結
- 智趣大本營網頁（網頁已於2007年4月30日起轉為開心之城網頁）
- 香港有線娛樂有限公司 （页面存档备份，存于）

| 香港有線電視兒童台 星期一至五 17:30節目 | 香港有線電視兒童台 星期一至五 17:30節目                     | 香港有線電視兒童台 星期一至五 17:30節目 |
| --------------------------------------- | ----------------------------------------------------------- | --------------------------------------- |
|                                         | 智趣大本營 2006年7月17日至2006年10月9日                     |                                         |
| IQ雙拼 2004年2月9日至2006年7月14日      | Kids' WB! 華納動畫天地（17:00-18:00） 2006年10月9日開始至今 |                                         |

| 香港有線電視兒童台 星期一至五 18:00節目           | 香港有線電視兒童台 星期一至五 18:00節目                | 香港有線電視兒童台 星期一至五 18:00節目 |
| ------------------------------------------------- | ------------------------------------------------------ | --------------------------------------- |
|                                                   | 智趣大本營（18:00-19:00） 2006年10月9日至2007年4月27日 |                                         |
| IQ雙拼（17:30-18:30） 2004年2月9日至2006年7月14日 | 開心之城(18:00-19:00) 2007年4月30日開始                |                                         |